# SYNERGENEX
SYNERGENEX（シナジネクス）は、タカラトミーが展開するハイターゲット向け商品である。「T-SPARK」の一レーベルで、タカラトミーのIPと他社のIP、ブランドとのコラボレーションを目的としている。「トランスフォーマー」「ゾイド」「ダイアクロン」などを含めた自社IPと他社IP・ブランドとコラボレーションすることでシナジーを最大限に引き出すとしている。

## 製品

### ゾイド×スパイダーマン
SPIDER ZOIDS SPIDER-MAN SPECIAL（2025年4月）
1/35スケールアクションフィギュアのスパイダーマンと1/35スケールゼンマイ駆動のスパイダーマンカラーのクモ型ZOIDSのセット。専用スタンド、差し替え式のスパイダーウェブ発射時の前腕が付属。
SPIDER ZOIDS BLACK SPIDER-MAN SPECIAL（2025年4月）
1/35スケールアクションフィギュアのブラックスパイダーマンと1/35スケールゼンマイ駆動のブラックスパイダーマンカラーのクモ型ZOIDSのセット。専用スタンド、差し替え式のスパイダーウェブ発射時の前腕が付属。

### トランスフォーマー×ゴジラ
オプティマスプライム タイプ 3式機龍（2025年5月）
オプティマスプライムが3式機龍をスキャンした姿で、ビークルモードは特生自衛隊の車両をスキャンしている。
メガトロン タイプ ゴジラ（2025年5月）
メガトロンがゴジラをスキャンした姿となっており、ビーストモードはゴジラの姿をしている。

### トランスフォーマー×モンスターハンター
リオレウスプライム（2025年7月）
「トランスフォーマー」40周年記念と「モンスターハンターシリーズ」20周年記念とのコラボレーション第1弾。オプティマスプライムが「モンスターハンター」の世界でリオレウスをスキャンした姿となっている。
シルバーリオレウスプライム（2025年9月予定）
「トランスフォーマー」40周年記念と「モンスターハンターシリーズ」20周年記念とのコラボレーション第2弾。オプティマスプライムが「モンスターハンター」の世界でリオレウス希少種をスキャンした姿となっている。

### ゾイド×モンスターハンター
ゾイド ガトリングフォックス ミツネ（2025年10月予定）
ゾイド40周年記念と「モンスターハンターシリーズ」20周年記念とのコラボレーション第2弾。タマツミネをモチーフとしている。
ゾイド ナックルコング 斉天（2025年10月予定）
ゾイド40周年記念と「モンスターハンターシリーズ」20周年記念とのコラボレーション第2弾。ラージャンをモチーフとしている。

### ゾイド×新世紀エヴァンゲリオン
ゾイド 汎用獣型決戦兵器ゼノレックス試験初号機（2026年2月予定）
ゾイドと『新世紀エヴァンゲリオン』30周年記念とのコラボレーション。エヴァンゲリオン初号機をモチーフとし、新規パーツのエントリープラグとパイロットスーツをイメージしたライダーフィギュアの選択が可能。
ゾイド 汎用獣型決戦兵器ゼノレックス正規実用型2号機（2026年2月予定）
ゾイドと『新世紀エヴァンゲリオン』30周年記念とのコラボレーション。エヴァンゲリオン弐号機をモチーフとし、新規パーツのエントリープラグとパイロットスーツをイメージしたライダーフィギュアの選択が可能。

### トランスフォーマー×ダイアクロン×ゾイド
SHIELD-D-PRIME（2026年2月予定）
「トランスフォーマー」、「ダイアクロン」、「ゾイド」のコラボレーション。シールドライガーをモチーフとする獣型のシールドライガーモード、オプティマスプライムをモチーフとする人型のオプティマスプライムモードにそれぞれ変形可能。ロードヴィパー1台と隊員Ver.2.0が2体付属。シールドライガー頭部はモーター駆動による口の開閉の他、コックピットはLED発光ギミックを搭載。シールドライガーモードでは頭部のシールドジェネレーターや脚部のフィンの可動、背面の2連装ビームキャノン、胴体側面のミサイルポッドの展開が可能。頭部には隊員Ver.2.0が搭乗が可能かつ付属のスチールシートを使うことで本体に立たせることもできる。オリジナルのボレットコアも付属し、隊員Ver.2.0の搭乗もできるほか、「ダイアクロン」シリーズとも連携可能。ロードヴァイパーは隊員Ver.2.0が搭乗できる他、シールドライガーモードの腰部に格納可能。ボレットコア、ビームキャノン、尾部パーツを使用してサポートメカ、ビームキャノンジェットに組み換え可能。

### トランスフォーマー×マクロス
トランスフォーマー/マクロス7 バサラプライム（2026年3月予定）
「トランスフォーマー」と『マクロス7』のコラボレーション。熱気バサラのファイヤーバルキリーをモチーフとするファイターモード、ガウォークモード、ロボットモードのほか、オプティマスプライムをモチーフとするビークルモードに変形可能。ロボットモード時は銃とギターの装備が可能。付属のコンテナはビークルモード時に牽引でき、展開するとライブステージとなる。

### 機動警察パトレイバー×ゾイド
ゾイド ハンターウルフ 警視庁仕様 2号機（2026年3月予定）
「機動警察パトレイバー」35周年記念とゾイド40周年記念とのコラボレーション第2弾。新規頭部パーツでベスVer.を再現。